# オリビエ・ペリエ
- オリバー・ペスリエ

オリビエ・ペリエ（Olivier Peslier、1973年1月12日 - ）は、フランス（マイエンヌ県シャトー＝ゴンティエ）出身の元騎手。身長164cm。体重55kg。香港における名前の中文表記は「柏兆雷」。

## 来歴
父親は大理石職人で競馬とは直接関わりがなかった家庭に生まれる。しかし、フランス西部でよく行われているポニーレースに幼い頃から参加するうちに競馬への関心が高まり、騎手を志すようになった。
1994年にヤングジョッキーズワールドチャンピオンシップで初来日（この当時はスペルからJRAの出走表・成績表関連も「ペスリエ」と表記された。また、それ以前には英語の読みで「ペスラー」とも表記されていたこともある）。JRA短期免許で再来日し、関西を拠点に騎乗し、1999年以降は関東を日本での拠点にしていたが、2005年は再び関西に拠点を移した。
1995年から2008年まで14年間連続でJRAの重賞勝ち、2000年から2005年まで6年連続で日本のGIを制覇するなど好成績を収めている。2008年までは1月～2月及び10月～12月に毎年短期免許で来日していたが、2009年は目の病気のため2月に途中帰国した。これ以降は短期免許による来日はないが、以下のとおり競走限定免許で日本に来ている。
- 2009年：マイルチャンピオンシップでサプレザに騎乗するため
- 2010年：ジャパンカップでティモスに騎乗するため
- 2012年：ジャパンカップで、当年の凱旋門賞を制したソレミアに騎乗するため

ペリエいわく、フランスでは調教師の指示通りに騎乗しなくてはならず、またその指示も非常に細かいために自分の騎乗ができず、逆に日本では騎乗はすべて騎手に任されるため、日本では本来の自分が出せると語っている。
関西にいた時期が長かったため、ペリエが話す日本語は関西弁が多い。また、母国語のフランス語、騎乗機会の多いことから英語と3ヶ国語を話すことができるが、その3つを交ぜて話すことから「ペリエ語」と言われている。記者などのインタビューにも時には明るく応じてくれることもあるので日本にもペリエのファンは多い。最初に覚えた日本語は「アケテ」。ヤングジョッキーズワールドチャンピオンシップで騎乗した際、藤田伸二と四位洋文に教わったもの。
武豊とは非常に仲が良く、武がフランス遠征する際には通訳代わりとなることもある。また、フランス文化を教えるが、わざと嘘を教えることが多い。また武がJRA通算3000勝を達成した際には頬にキスをプレゼントした。
ワイン好きで、自家製ワインを作るためにぶどう畑を買い取ったほどである。またカレーうどんも大好物という。藤田によれば『ガリガリ君』も「三度の飯より大好き」とのこと。ちなみに、ガリガリ君のCMの曲をすべて歌えるという。
来日してからしばらくは、岡部幸雄の後ろでレースを進めることによってペースを掴んでいたといい、「僕の（日本での）師匠は岡部さん」とインタビューで答えたことがあるほど信頼していた。プライベートでの親交はほとんどなかったが、岡部もこの発言を知っており、「僕は何も教えていない。彼のセンスはピカ一だから、僕はその手助けをしただけじゃないかな」と答えている。
2014年7月10日付パリターフ紙掲載のインタビューによれば、近年はシャンティイ地区からバイヨンヌ近郊のウルトに拠点を移してパリ地区との往復の日々であり、また引退後は「性に合っていない」との理由で調教師にならず、妻がウルトで開いている牧場の経営を手伝う意向を示している。
2024年4月24日、同年4月25日の騎乗を最後に現役を引退するとイギリスの競馬メディアにて報じられた。4月25日にラ・テスト競馬場で行われたレースが最後の騎乗となり、結果は10着であった。
実娘のメガーヌ・ペリエは、2017年からアマチュア騎手として活動の後、2020年にはパリロンシャン競馬場でプロ騎手としてデビューしている。

## 略歴
- 1987年 ムーラン・ナ・バン競馬学校に入学
- 1989年 パトリック・ビアンコーヌ厩舎に入門
- 1991年 フランス最優秀見習騎手（エトリエドール賞）
- 1993年 ジャンプラ賞、ジャン・リュック・ラガルデール賞の各GIを制覇
- 1994年 ヤングジョッキーズワールドチャンピオンシップ、JRA短期免許で来日（身元引受人は武邦彦調教師）
- 1995年 京都金杯をワコーチカコで制し、JRAの重賞初制覇。
- 1996年、1997年、1999年、2000年 フランス平地リーディングジョッキー
- 1998年 1月21日に名古屋競馬場の第9レースでセーヌレーヴに騎乗して地方競馬初勝利を挙げる[8]。同年、JRA100勝[9]、凱旋門賞3連覇。
- 1999年 JRA短期免許での活動拠点を関東に移す（身元引受人は藤沢和雄調教師）
- 2000年 フェブラリーステークスをウイングアローで制し、JRAのGI初制覇。
- 2001年 JRA史上初となる3週連続GI制覇を達成。10月27日のBCF&Mターフではバンクスヒルに騎乗して、ブリーダーズカップ競走初勝利を挙げる。
- 2002年 JRA200勝、アンドレ・ファーブル調教師と袂を分かち、ヴェルテメール兄弟と優先騎乗契約を結ぶ。
- 2003年 12月に地方競馬の短期免許（1ヶ月）を取得する。（所属厩舎は大井・杉山康史厩舎）
- 2004年 JRA300勝、ゼンノロブロイにて秋古馬3冠を達成するとともに、有馬記念では騎手として競走新記録の3連覇を達成した。
- 2005年 10月、JRA短期免許での活動拠点を再び関西に移す（身元引受人は角居勝彦調教師）。ハットトリックでマイルチャンピオンシップと香港マイルを制覇。
- 2006年 1月、地方競馬の短期免許（1ヶ月）を取得する。（所属厩舎は川崎・山崎尋美厩舎）
- 2007年 10月、JRA短期免許を取得。（身元引受人は池江泰寿調教師）
- 2008年 1月26日から2月25日までJRA短期免許を取得（身元引受人は前回と同じ）。
- 2010年 BCマイルでゴルディコヴァに騎乗して、同馬ともに同競走史上初の3連覇を果たす。
- 2012年 凱旋門賞でソレミアに騎乗して日本のオルフェーヴルをクビ差で破り、史上最多勝タイ記録となる同競走4勝目を挙げた[10]。

## 年度別成績表
- フランス競馬

| 年度   | 騎乗 数 | 勝利   | 勝利 | 勝率 | 獲得賞金  | 獲得賞金 |
| 年度   | 騎乗 数 | 勝数   | 順位 | 勝率 | 金額      | 順位     |
| ------ | ------- | ------ | ---- | ---- | --------- | -------- |
| 1991年 | -       | 46勝   | -    | ---  | -         | -        |
| 1992年 | -       | 31勝   | -    | ---  | -         | -        |
| 1993年 | 756     | 91勝   | 3位  | .120 | 231万7772 | 4位      |
| 1994年 | 937     | 116勝  | 2位  | .124 | 319万9534 | 3位      |
| 1995年 | 959     | 151勝  | 2位  | .158 | 422万7940 | 2位      |
| 1996年 | 938     | 163勝  | 1位  | .174 | 485万8507 | 1位      |
| 1997年 | 860     | 157勝  | 1位  | .183 | 540万6495 | 1位      |
| 1998年 | 820     | 142勝  | 3位  | .173 | 478万9836 | 1位      |
| 1999年 | 892     | 147勝  | 1位  | .165 | 408万3806 | 1位      |
| 2000年 | 923     | 162勝  | 1位  | .176 | 497万7979 | 1位      |
| 2001年 | 902     | 148勝  | 2位  | .164 | 410万5367 | 2位      |
| 2002年 | 638     | 98勝   | 4位  | .154 | 329万1872 | 4位      |
| 2003年 | 746     | 109勝  | 4位  | .146 | 343万1730 | 3位      |
| 2004年 | 823     | 123勝  | 3位  | .150 | 381万3587 | 3位      |
| 2005年 | 774     | 99勝   | 4位  | .128 | 440万7107 | 2位      |
| 2006年 | 751     | 107勝  | 5位  | .143 | 454万6107 | 3位      |
| 2007年 | 697     | 94勝   | 6位  | .135 | 349万8360 | 4位      |
| 2008年 |         |        |      |      |           |          |
| 通算   | -       | 1984勝 | -    | ---  | -         | -        |

※金額の単位はユーロ。
- 中央競馬

| 年度   | 騎乗 数 | 勝利  | 勝利  | 勝率 | 連対率 | 獲得賞金   |
| 年度   | 騎乗 数 | 勝数  | 順位  | 勝率 | 連対率 | 獲得賞金   |
| ------ | ------- | ----- | ----- | ---- | ------ | ---------- |
| 1994年 | 41      | 7勝   | 122位 | .171 | .268   | 1億2159万  |
| 1995年 | 117     | 11勝  | 90位  | .094 | .197   | 3億7838万  |
| 1996年 | 143     | 25勝  | 42位  | .175 | .259   | 5億933万   |
| 1997年 | 157     | 26勝  | 38位  | .166 | .318   | 5億6089万  |
| 1998年 | 152     | 31勝  | 28位  | .204 | .309   | 6億769万   |
| 1999年 | 135     | 22勝  | 45位  | .163 | .244   | 3億9562万  |
| 2000年 | 113     | 25勝  | 41位  | .221 | .372   | 5億7664万  |
| 2001年 | 128     | 25勝  | 43位  | .195 | .313   | 9億4574万  |
| 2002年 | 198     | 40勝  | 27位  | .202 | .343   | 10億4858万 |
| 2003年 | 248     | 55勝  | 17位  | .222 | .359   | 12億7561万 |
| 2004年 | 250     | 41勝  | 26位  | .164 | .320   | 12億8240万 |
| 2005年 | 193     | 15勝  | 56位  | .078 | .166   | 5億2871万  |
| 2006年 | 119     | 17勝  | 51位  | .143 | .269   | 5億1666万  |
| 2007年 | 143     | 21勝  | 49位  | .147 | .252   | 5億8665万  |
| 2008年 |         |       |       |      |        |            |
| 通算   | 2137    | 361勝 | -     | .169 | .290   | 93億3454万 |

※金額の単位は円。

## 主な勝ち鞍

### フランス
- イスパーン賞（1994年Bigstone、1998年Loup Sauvage、2008年Sageburg、2010年・2011年Goldikova、2018年Recoletos）
- ヴェルメイユ賞（1997年Queen Maud、2011年Galikova、2021年Teona）
- 凱旋門賞（1996年Helissio、1997年Peintre Celebre、1998年Sagamix、2012年Solemia）
- カドラン賞（1994年Molesnes、2004年Westerner）
- ガネー賞（1997年Helissio、2000年Indian Danehill、2003年Fair Mix、2012年Cirrus Des Aigles、2013年Pastorius）
- グラン・クリテリウム（1993年Lost World、1995年Loup Solitaire）
- クリテリウムドサンクルー（2000年Sagacity）
- サラマンドル賞（1997年Xaar）
- サンクルー大賞（1996年Helissio、1998年Fragrant Mix、2010年Plumania）
- サンタラリ賞（1995年Muncie、1997年Brilliance、2003年Fidelite、2013年Silasol）
- ジャック・ル・マロワ賞（2001年Vahorimix、2002年Banks Hill、2009年Goldikova）
- ジャンプラ賞（1993年Le Balafre、2005年Turtle Bowl、2007年Lawman、2014年Charm Spirit[11]、2021年Laws of Indices）
- ジョッケクルブ賞(仏ダービー)（1997年Peintre Celebre、2013年Intello)
- パリ大賞典（1997年Peintre Celebre、1998年Limpid）
- プール・デッセ・デ・プーラン(仏2000ギニー)（2008年Falco、2015年Make Believe)
- プール・デッセ・デ・プーリッシュ(仏1000ギニー)（2004年Torrestrella、2011年Golden Lilac、2017年Precieuse、2018年Teppal）
- フォレ賞（1994年Bigstone、1995年Poplar Bluff、2003年Etoile Montante、2010年Goldikova、2015年Make Believe）
- マルセルブサック賞（1995年Miss Tahiti、1999年Lady of Chad）
- ムーラン・ド・ロンシャン賞（1998年Desert Prince、2008年Goldikova、2018年Recoletos）
- ロートシルト賞（1996年Shaanxi、2008年・2009年・2010年・2011年Goldikova、2015年Amazing Maria）
- ロワイヤルオーク賞（1999年・2000年Amilynx、2006年Montare）
- オペラ賞（1993年Verveine、2019年Villa Marina）

ディアヌ賞（仏オークス）は未勝利

### イギリス
- 2000ギニー（2007年Cockney Rebel）
- キングジョージ6世&クイーンエリザベスステークス（2010年Harbinger）
- キングズスタンドステークス（1997年Don't Worry Me、2008年Equiano）
- クイーンアンステークス（2010年Goldikova）
- クイーンエリザベス2世ステークス（1997年Air Express、1998年Desert Prince、2014年Charm Spirit)
- ゴールドカップ（2005年Westerner）
- コロネーションステークス（1996年Shake the Yoke、2001年Banks Hill）
- ダービーステークス（1998年High-Rise）
- デューハーストステークス（1997年Xaar）
- ファルマスステークス（2009年Goldikova）
- プリンスオブウェールズステークス（2006年Ouija Board、2009年Vision d'Etat）

### 日本
- 有馬記念（2002年・2003年シンボリクリスエス、2004年ゼンノロブロイ）
- ジャパンカップ（2001年ジャングルポケット、2004年ゼンノロブロイ）
- 天皇賞（秋）（2003年シンボリクリスエス、2004年ゼンノロブロイ）
- 阪神ジュベナイルフィリーズ（2001年タムロチェリー）
- フェブラリーステークス（2000年ウイングアロー、2001年ノボトゥルー）
- マイルチャンピオンシップ（2001年ゼンノエルシド、2005年ハットトリック）

### その他
- アイリッシュ2000ギニー（1998年Desert Prince、1999年Saffron Waldon、2007年Cockney Rebel）
- アイリッシュダービー（1995年Winged Love）
- アイリッシュセントレジャー（2010年Sans Frontières）
- ドイチェスダービー（1997年Borgia、2003年Dai Jin）
- ドバイシーマクラシック（2012年Cirrus Des Aigles）
- ブリーダーズカップ・フィリー&メアターフ（2001年Banks Hill）
- ブリーダーズカップ・マイル（2008年・2009年・2010年Goldikova）
- 香港ヴァーズ（1995年Partipral、1999年Borgia、2007年・2008年Doctor Dino）
- 香港カップ（2009年Vision d'Etat）
- 香港マイル（1999年Docksider、2005年ハットトリック）
- マンノウォーステークス（2007年Doctor Dino）
- エミールズトロフィー　(2020年フレンチキング)
- E.P.テイラーステークス（1997年Kool Kat Katie）
- グランクテリウム（1995年Glory of Dancer、2009年Hearts of Fire）
- ベルリン大賞（2019年French King）
- バイエルン大賞（2003年Dai Jin）
- オイロパ賞（2010年Scalo）

## テレビ出演
- 武豊TV!（フジテレビ739）

## 著書
- 野望あります（「ます」はこの著書では四角に/（斜め）線で書かれてある） 2008年 東邦出版発行